# Kohn Arnold
Kohn Arnold (?, 1849. szeptember 30. –‎ Nagymaros, 1918. július 2.) zsidó származású magyar kőfaragó és sírkőgyáros.

## Élete

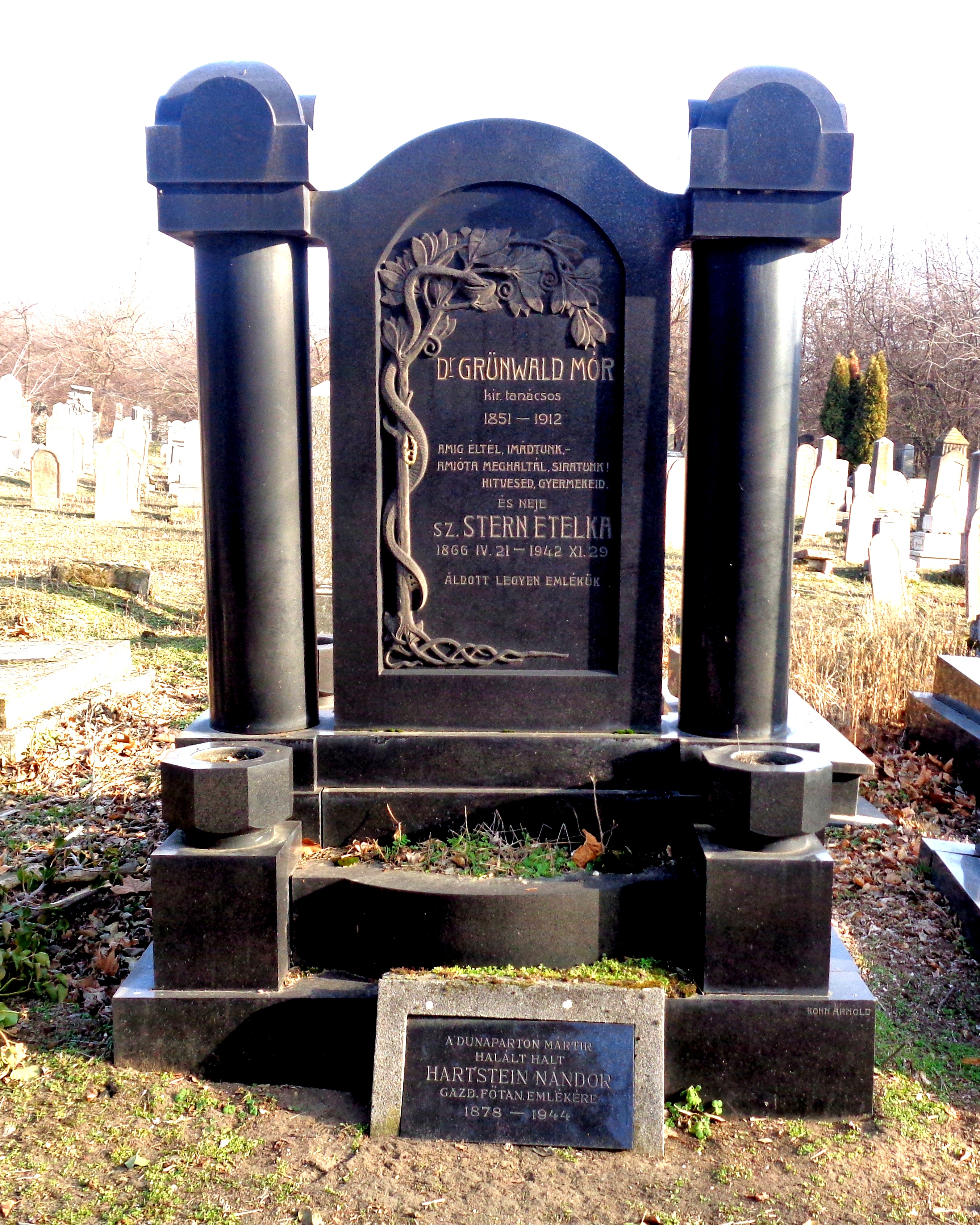
Grünwald Mór síremléke

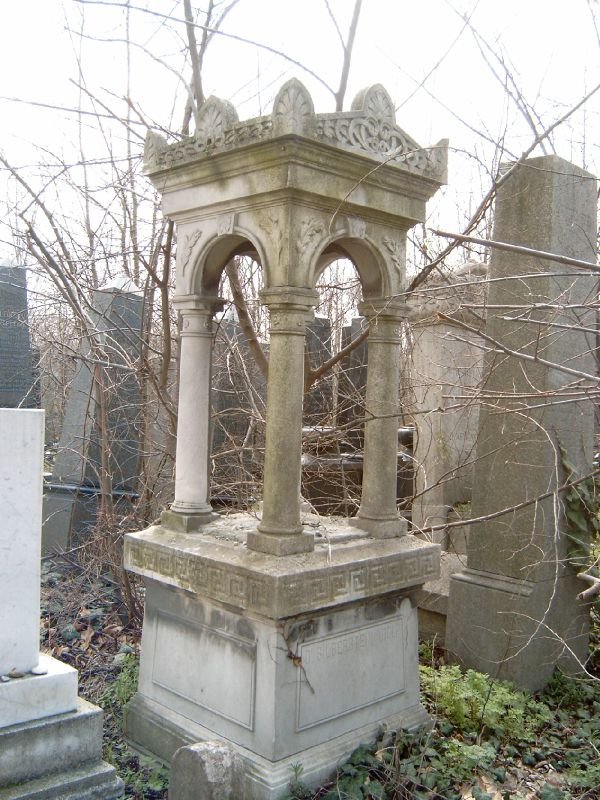
Silberstein Ötvös Adolf síremléke

Régi zsidó családból származott, egyik őse Óbudán élt. 1872-ben alapította meg Pesti sírkőgyárát. A telephelyen Kohn Arnold évtizedeken át tervezett a fővárosi lakosság számára síremlékeket, elsősorban zsidó vallású elhunytak részére. (A keresztény sírok jelentős részéhez ekkoriban a Gerenday-cég és a Seenger-cég tervezett síremlékeket.) Sok síremléket maga tervezett, de néha építészek munkáinak (pl. Lajta Béla) kivitelezését is vállalta. 1904-ben saját költségekből megtervezte és felállíttatta az 1899-ben elhunyt Silberstein Adolf síremlékét. Érdekesség, hogy a pesti zsidó temetőkben előforduló, egyiptizáló síremlékek többségét ő tervezte.
Kohn Arnold aktívan gyakorolta jótékonyságot, és elnöke volt a „Zion” jótékonysági egyletnek is. Ő alapította az „Unio” Élet- és Gyermekbiztosító Intézetet. Az első világháború idején, 1916-ban Freudiger Lipót orthodox hitközségi elnökkel közösen segítette a fővárosban állomásozó zsidó vallású katonák pészah ünnepre való élelmiszer-ellátását. A Rumbach utcai zsinagógában vezetői elöljárói, a Pesti Izraelita Hitközségben jótékonysági elöljáróhelyettesi tisztségeket töltött be, és tagja volt a Chevra Kadisának is.
1918-ban váratlanul hunyt el. Egyes források a fővárost, míg mások Nagymaros jelölik meg halála helyszínéül. A Kozma utcai izraelita temetőben helyezték nyugalomra, ahová több síremléket tervezett korábban. Temetésén körülbelül 1000 ember vett részt. A temetési beszédet Adler Illés rabbi mondta. Halálakor így emlékezett rá a Pesti Hírlap:
„Kohn Arnold, az Unió biztosító alelnöke és nyugalmazott vezérigazgatója, a pesti izraelita hitközség jótékonysági osztályának elöljárója, Budapesten hirtelen meghalt. Egész életét a szegényeknek, árváknak és özvegyeknek szentelte. Jövedelmének nagyon jelentékeny részét teljess csöndben a szegények segítésére fordította. Annak idején ő vezette a Zsidó menekültek támogatására megindított mozgalmat.”

### Családja
Kohn Arnold felesége Böhm Nina (1852. május 4. – 1945. június 22.) volt. A házaspár 44 évig élt együtt a korabeli híradások szerint boldog házasságban. A házasságból 3 leány és 2 fiúgyermek született.
- egyik leányát Wiszter Ernő (1876–1928), a Vígszínház gazdasági igazgatója vett feleségül.[24]
- másik lánya dr. Somogyi Miksa felesége lett,[25]
- harmadik lánya Dóczi Imre főorvoshoz (az alkoholizmus-ellenes magyarországi mozgalmak egyik jelentős alakjához) ment feleségül,[26]
- egyik fia, Kovács Róbert édesapja cégét örökölte,[27]
- másik fia, Kovács Imre az Unio vállalatot vette át.[28]

### A cég utóélete
Kohn halála után továbbra is Kohn Arnold sírkőgyáraként működött a cég, azt fia, Kovács Róbert vette át.
1934-ben Kovács Róbert volt, aki 1934-ben perbe keveredett Kaszab Miklós építésszel, mert lemásolta annak Kaszab Aladár részére tervezett síremlékét Steiner Sándor, Győri Textilművek Rt. igazgatója sírjára. A cég 1937-ben nyomtatott reklámfüzetet jelentetett meg Kegyelet kedves elhunytjainknak címmel sírkőválasztékából.
A vállalat megszűnésének pontos időpontja nem ismert, N. Kósa Judit kutatásai szerint 1948-ban még működött.

## Ismert síremlékeiből
- Salgótarjáni utcai zsidó temető, Budapest:
  - Csányi Ágoston síremléke[33]
  - Neuberger Ignácz és Adolf síremléke[34]
  - Hertzka Imre és családja síremléke[35]
- Kozma utcai izraelita temető, Budapest:
  - Epstein Sándor síremléke (tervezte: Lajta Béla)[36]
  - Grünwald Mór síremléke[37]
  - Silberstein Ötvös Adolf síremléke[38]
- egyéb temetők:
  - 373. sírkő, Pilisvörösvári zsidó temető[39]

A Salgótarjáni utcai zsidó temetőben található, további, beazonosított, nagyszámú síremlékének a jegyzéke Tóth Vilmos könyvében olvasható.